# Фаленопсис амбонский
Фаленопсис амбонский (лат. Phalaenopsis amboinensis) — эпифитное трявянистое растение семейства Орхидные. 

Вид не имеет устоявшегося русского названия, в русскоязычных источниках обычно используется научное название Phalaenopsis amboinensis.

## Синонимы
По данным Королевских ботанических садов в Кью:
- Polychilos amboinensis (J.J.Sm.) Shim, 1982
- Phalaenopsis psilantha Schltr., 1911
- Phalaenopsis hombronii Finet, 1912
- Phalaenopsis amboinensis var. flavida Christenson, 2001
- Phalaenopsis amboinensis f. flavida (Christenson) O.Gruss & M.Wolff, 2007

## Естественныевариации
По данным сайта phals.net.
- Phalaenopsis amboinensis var. flavida — все сегменты цветка жёлтого цвета с коричнево-красными поперечными штрихами.
- Phalaenopsis amboinensis var. flava — красно-коричневый пигмент в окраске цветков заменён на жёлтый.
- Phalaenopsis amboinensis var. alba — альбиносная форма.

## Биологическое описание
Моноподиальный эпифит средних размеров.
Листьев 3—4 в природе, 4—6 в культуре. Листья эллиптической формы, длиной 14—25 см, шириной до 10 см.
Цветонос до 45 см, иногда растение выпускает 2—3 цветоноса. «Револьверный» тип цветения, когда один цветок отцветает, цветонос несколько удлиняется и появляется новый бутон. Все сегменты цветка кремовые, жёлтые или жёлто-зеленоватые, иногда подкрашенные оранжевым, с коричнево-красными поперечными штрихами. Диаметр цветка до 6,5 см.
 Многие клоны обладают приятным ароматом.
 Сепалии эллиптической формы, с выгнутыми кончиками. Петалии сходной формы, несколько короче. 
 Губа тройная, около 2,2 см длиной, боковые части прямые, жёлтые, передняя часть бело-зелёная, эллиптически-овальная. 
Может цвести в любое время года, более обильно летом.

## Ареал, экологические особенности
Амбон, Сулавеси, Папуа - Новая Гвинея и Индонезия.

В местах произрастания сезонных изменений температуры воздуха практически нет. Средняя дневная температура 28-30 °C, средняя ночная — 23 °C. Влажность воздуха весь год от 72 до 84 %. 

## История
Phal. amboinensis был описан в 1911 году на экземплярах собранных на Молуккских островах.
Растение привезённое из экспедиции между 1838 и 1840 годами, сегодня хранится в музее Естествознания в Париже под именем Phalaenopsis Hombronii.

## В культуре
Температурная группа — тёплая. Относительная влажность воздуха 50-85 %. 
Требования к освещению: 1000—1200 FC, 10760—12912 lx. 
Периода покоя нет. В остальном см. статью Фаленопсис.

## Первичныегибриды(грексы)
По данным сайта phals.net.
- Phalaenopsis Alice Millard — stuartiana х amboinensis (пыльца) (Dr Henry, M Wallbrunn) 1969
- Phalaenopsis Amblearis — amboinensis х cochlearis (Dr Henry M Wallbrunn) 1972
- Phalaenopsis Ambocata — amboinensis х fuscata (Hou Tse Liu) 1999
- Phalaenopsis Ambolantha — amboinensis х modesta (Ayub S Parnata) 1982
- Phalaenopsis Ambomanniana — amboinensis х lueddemanniana (Fredk. L. Thornton) 1965
- Phalaenopsis Ambonosa — venosa х amboinensis (Ayub S Parnata) 1984
- Phalaenopsis Ambotrana — sumatrana х amboinensis (Fredk. L. Thornton) 1965
- Phalaenopsis Ambotris — amboinensis х equestris (Fredk. L. Thornton) 1970
- Phalaenopsis Corning-Ambo — (corningiana х amboinensis) Richard Y. Takase 1984
- Phalaenopsis Corona — cornu-cervi х amboinensis (Shaffer’s Tropical Garden) 1973
- Phalaenopsis David Lim — amboinensis х gigantea (David Lim (S Yusof Alsagoff)) 1974
- Phalaenopsis Deventeriana — amabilis х amboinensis (Van Deventer) 1927
- Phalaenopsis Doc Charles — sanderiana х amboinensis (John H Miller) 1961
- Phalaenopsis Doris Blomquist — pantherina х amboinensis (пыльца) (Atmo Kolopaking) 1975
- Phalaenopsis Elaine-Liem — fimbriata х amboinensis (Atmo Kolopaking) 1972
- Phalaenopsis Flores Gold — amboinensis х floresensis (Hou Tse Liu) 2003
- Phalaenopsis Frenchy's Plastic Yellow — amboinensis х hieroglyphica (пыльца) (Frenchy (M.J. Bates)) 2004
- Phalaenopsis Gelblieber — amboinensis х micholitzii (T. Brown (Atmo Kolopaking)) 1984
- Phalaenopsis Golden Pride — amboinensis х fasciata (Irene Dobkin) 1975
- Phalaenopsis Good Cheer — maculata х amboinensis (Herb Hager Orchids) 1973
- Phalaenopsis Guadelupe Pineda — bellina х amboinensis (Cesario Gene Tobia) 2003
- Phalaenopsis Kenanga — javanica х amboinensis (Ayub S Parnata) 1981
- Phalaenopsis Macassar — amboinensis х mariae (Oscar Kirsch) 1962
- Phalaenopsis Mambo — amboinensis х mannii (пыльца) (Fredk. L. Thornton) 1965
- Phalaenopsis Princess Kaiulani — violacea х amboinensis (Oscar Kirsch) 1961
- Phalaenopsis Schillambo — schilleriana х amboinensis (Fredk. L. Thornton) 1968
- Phalaenopsis Tetrasambo — tetraspis х amboinensis (Masao Kobayashi) 1996
- Phalaenopsis Wanda Williams — lindenii х amboinensis (Dr Henry M Wallbrunn) 1967
- Phalaenopsis Yverdon les Bains — amboinensis х wilsonii (Luc Vincent) 2009
- Phalaenopsis Zeil am Main — philippinensis х amboinensis (M. Wolff (H. Lucke)) 1997
- Без названия — aphrodite х amboinensis